# Konståkning vid olympiska sommarspelen 1920 – Singel damer
- 25 april 1920

Tävlingen hölls i Palais de Glace d'Anvers. Det var sex deltagare från fyra nationer.

## Medaljer
| Gren         | Guld              | Silver           | Brons              |
| Singel damer | Magda Julin (SWE) | Svea Norén (SWE) | Theresa Weld (USA) |

## Resultat
| Plats | Utövare            | Stilpoäng |
| ----- | ------------------ | --------- |
| 1     | Magda Julin        | 12,0      |
| 2     | Svea Norén         | 12,5      |
| 3     | Theresa Weld       | 15,5      |
| 4     | Phyllis Johnson    | 18,5      |
| 5     | Margot Moe         | 22,5      |
| 6     | Ingrid Gulbrandsen | 24,0      |

Huvuddomare:
- Victor Lundquist

Domare:
- August Anderberg
- Louis Magnus
- Eudore Lamborelle
- Knut Ørn Meinich
- Herbert Yglesias